# Liste der größten Versicherungen in Deutschland nach Beitragseinnahmen
Dieser Artikel wurde aufgrund inhaltlicher und/oder formaler Mängel auf der Qualitätssicherungsseite des Portals Wirtschaft eingetragen. 
Du kannst helfen, indem du die dort genannten Mängel beseitigst oder dich an der Diskussion beteiligst.
Die Liste der größten Versicherungen in Deutschland nach Beitragseinnahmen in Deutschland gibt die Top 20 der deutschen Versicherungen in Deutschland nach Beitragseinnahmen wieder.

## Liste (2023)
Folgende Liste sortiert die 25 größten Erstversicherer in Deutschland nach ihren Beitragseinnahmen Mitte des Jahres 2023 berechnet in Euro.
| Rang | Versicherer                | Sitz              | Beitragseinnahmen in Mio. € |
| ---- | -------------------------- | ----------------- | --------------------------- |
| 1    | Allianz SE                 | München           | 161.700                     |
| 2    | Münchener Rück             | München           | 57.884                      |
| 3    | Talanx AG                  | Hannover          | 43.237                      |
| 4    | R+V Versicherung AG        | Wiesbaden         | 19.804                      |
| 5    | Debeka                     | Koblenz           | 15.210                      |
| 6    | Generali Deutschland AG    | München           | 14.823                      |
| 7    | Axa Konzern AG             | Köln              | 11.800                      |
| 8    | HUK-Coburg                 | Coburg            | 9.033                       |
| 9    | Versicherungskammer Bayern | München           | 8.684                       |
| 10   | Signal Iduna Gruppe        | Dortmund, Hamburg | 6.646                       |
| 11   | Provinzial NordWest        | Münster           | 6.551                       |

Quelle

## Liste (2018)
Folgende Liste sortiert die 25 größten Versicherer in Deutschland nach ihren Beitragseinnahmen Mitte des Jahres 2018 berechnet in Euro.
| Rang | Versicherer                      | Sitz                    | Beitragseinnahmen in Mio. € |
| ---- | -------------------------------- | ----------------------- | --------------------------- |
| 1    | Allianz SE                       | München                 | 126.149                     |
| 2    | Münchener Rück                   | München                 | 49.115                      |
| zu 1 | Allianz Deutschland              | München                 | 33.060                      |
| 3    | Talanx AG                        | Hannover                | 33.060                      |
| zu 3 | Hannover Rück SE                 | Hannover                | 17.791                      |
| zu 2 | ERGO Group AG                    | Düsseldorf              | 17.546                      |
| 4    | Generali Deutschland AG          | München                 | 16.005                      |
| 5    | R+V Versicherung AG              | Wiesbaden               | 15.338                      |
| 6    | Debeka                           | Koblenz                 | 13.137                      |
| 7    | Axa Konzern AG                   | Köln                    | 10.856                      |
| 8    | Versicherungskammer Bayern       | München                 | 8.104                       |
| 9    | HUK-Coburg                       | Coburg                  | 7.359                       |
| 10   | Signal Iduna Gruppe              | Dortmund, Hamburg       | 5.686                       |
| 11   | Zurich Gruppe Deutschland        | Frankfurt am Main, Köln | 5.512                       |
| zu 4 | AachenMünchener                  | Aachen                  | 4.896                       |
| zu 2 | DKV Deutsche Krankenversicherung | Köln                    | 4.856                       |
| 12   | Alte Leipziger – Hallesche       | Oberursel               | 4.525                       |
| 13   | Gothaer Versicherungsbank        | Köln                    | 4.424                       |
| 14   | Wüstenrot & Württembergische     | Stuttgart               | 3.873                       |
| 15   | Continentale Krankenversicherung | Dortmund                | 3.823                       |
| 16   | LVM Versicherung                 | Münster                 | 3.491                       |
| 17   | Nürnberger Versicherung          | Nürnberg                | 3.403                       |
| 18   | SV SparkassenVersicherung        | Stuttgart               | 3.357                       |
| 19   | Provinzial NordWest              | Münster                 | 3.350                       |
| 20   | DEVK Versicherungen              | Köln                    | 3.333                       |

## Liste (2009)
Aufgeführt sind auch der Hauptsitz, die Beitragseinnahmen, der Nettogewinn, die Anzahl der Mitarbeiter und der Börsenwert, sofern das Unternehmen an der Börse notiert ist. Die Zahlen sind in Millionen Euro angegeben und beziehen sich auf das Geschäftsjahr 2009, der Börsenwert auf den 31. Dezember 2009.
| Rang 2009 | Rang 2008 | Name                             | Hauptsitz          | Beitrags- einnahmen (Mio. €) | Gewinn (Mio. €) | Mitarbeiter | Börsenwert (Mio. €) |
| --------- | --------- | -------------------------------- | ------------------ | ---------------------------- | --------------- | ----------- | ------------------- |
| 1.        | ▬ 1.      | Allianz SE                       | München            | 97.385                       | 4.692           | 153.203 ▼   | 39.775              |
| 2.        | ▬ 2.      | Münchener Rück                   | München            | 41.423                       | 2.521           | 47.249 ▲    | 21.491              |
| 3.        | ▬ 3.      | Talanx                           | Hannover           | 20.923                       | 526             | 16.921 ▬    | 9.890               |
| 4.        | ▬ 4.      | Generali Deutschland             | München, Köln      | 14.850                       | 327             | 14.957 ▬    | 3.980               |
| 5.        | ▲ 6.      | R+V Versicherung                 | Wiesbaden          | 10.521                       | 222             | 12.583 ▲    | n. b.               |
| 6.        | ▼ 5.      | AXA Deutschland                  | Köln               | 10.285                       | 142             | 11.483 ▬    | n. b.               |
| 7.        | ▬ 7.      | Debeka                           | Koblenz            | 8.142                        | 221             | 15.552 ▲    | n. b.               |
| 8.        | ▲ 9.      | Versicherungskammer Bayern       | München            | 6.355                        | 121             | 6.433 ▬     | n. b.               |
| 9.        | ▼ 8.      | Zurich Gruppe                    | Bonn               | 6.144                        | 233             | 6.146 ▬     | n. b.               |
| 10.       | ▲ 11.     | Signal Iduna Gruppe              | Dortmund, Hamburg  | 5.274                        | 70              | 13.000 ▲    | n. b.               |
| 11.       | ▼ 10.     | HUK-Coburg                       | Coburg             | 4.895                        | 307             | 8.497 ▬     | n. b.               |
| 12.       | ▬ 12.     | Gothaer                          | Köln               | 4.249                        | 124             | 5.350 ▬     | n. b.               |
| 13.       | ▬ 13.     | Wüstenrot & Württembergische     | Stuttgart          | 3.800                        | 98              | 5.500 ▼     | 1.551               |
| 14.       | ▬ 14.     | Nürnberger Versicherungsgruppe   | Nürnberg           | 3.404                        | 41              | 5.024 ▬     | 599                 |
| 15.       | ▬ 15.     | Provinzial NordWest              | Münster            | 3.168                        | 111             | 2.914 ▬     | n. b.               |
| 16.       | ▬ 16.     | Alte Leipziger – Hallesche       | Oberursel (Taunus) | 3.042                        | —               | 2.808 ▬     | n. b.               |
| 17.       | ▬ 17.     | SV SparkassenVersicherung        | Stuttgart          | 2.817                        | 48              | 4.811 ▬     | n. b.               |
| 18.       | ▲ 19.     | Continentale Krankenversicherung | Dortmund           | 2.626                        | 62              | 2.482 ▬     | n. b.               |
| 19.       | ▲ 20.     | LVM Versicherung                 | Münster            | 2.465                        | 155             | 3.164 ▬     | n. b.               |
| 20.       | ▲ neu     | DEVK                             | Köln               | 2.390                        | 96              | 3.974 ▬     | n. b.               |